# بلیسبروک (فرانسه)
بلیسبروک (به فرانسوی: Bliesbruck) یک کمون در فرانسه است که در Canton of Sarreguemines-Campagne واقع شده‌است.

## خصوصیات
بلیسبروک ۱۰٫۸۸ کیلومترمربع مساحت و ۱٬۰۱۹ نفر جمعیت دارد.